# Bors (heraldika)
A bors ritka címerkép a heraldikában. A címerleírás ismerete nélkül nem könnyű megállapítani, hogy borsról van szó. Természetes formájában főleg a tengerentúli országok heraldikájában és beszélő címerekben fordul elő.
Névváltozatok: bors, piper, pfeffer (M. nyelvtört. I. 293.); "Idd meg a teort borsot, s nem ér el a nyegés, el-veri
rolad az ereos bors be vévés." [Felvinczy György: De conservanda bona valetudine. a Schola Salermitana könyve. Lőcse 1694.
22.] (M. nyelvtört. I. 293.), "Az udvari élet nemcsak borsos levet, de kenyérhéjat is ad." [Kis-Viczay Péter: Adagia. Bártfa
1713. 45.] (M. nyelvtört. I. 293.)

Rövidítések:
Borsfa van a Bors család 1743-as címerében, mint beszélő jelkép. (Nagy Iván II. 199.)